# Gabriela Manole-Adoc
Gabriela Manole-Adoc (n. 14 noiembrie 1926, Pleșani, România – d. 17 iulie 2002, București, România) a fost o sculptoriță română, autoarea mai multor lucrări de artă monumentală.

## Biografie
Gabriela Manole s-a născut la data de 14 noiembrie 1926 în comuna Pleșani (județul Botoșani), într-o familie de preot. A absolvit cursurile Academiei de Belle Arte din Iași (1946) și apoi pe cele ale Institutului de Belle Arte "Nicolae Grigorescu" din București (1950), fiind elevă a maeștrilor Corneliu Baba, Constantin Baraschi și Ion Irimescu. Din anul 1954 a fost membră a Uniunii Artiștilor Plastici din România. 
Ca o recunoaștere a contribuțiilor sale la arta românească, prin HCL nr. 74 din 11 noiembrie 1994, Consiliul Municipal Botoșani i-a conferit titlul de “Cetățean de onoare al municipiului Botoșani”. O parte a lucrărilor sale se află în prezent în Muzeul de Artă din Iași sau în diferite colecții particulare din România.
Artista Gabriela Manole-Adoc a încetat din viață la data de 17 iulie 2002, la vârsta de 76 de ani.

## Opera
Ea a debutat în arta monumentală în anul 1966 cu lucrarea "Pescărușii", construită din oțel inoxidabil, având o înălțime de 7 metri, amplasată în București, pe malul Lacului Herăstrău, lângă una din intrările în Parcul Herăstrău. De asemenea, este și autoarea bustului istoricului Nicolae Iorga amplasat în fața Bisericii "Sf. Nicolae" din Copoul Iașilor, biserică ctitorită de marele istoric și al cărei iconostas este pictat în întregime de către Corneliu Baba.
Lucrarea sa cea mai importantă și mai cunoscută este Statuia Independenței din Iași, amplasată în piața cu același nume și dezvelită în anul 1980. Lucrarea a fost realizată împreună cu soțul ei, sculptorul Gheorghe Adoc, care a realizat basoreliefurile de pe soclul statuii, după ce proiectul celor doi s-a clasat pe locul întâi la un concurs național în 1975. Independența este simbolizată de o femeie, pentru care Gabriela Manole-Adoc a avut-o ca model pe o mătușă de-a ei, o femeie foarte frumoasă - după cum povestea artista - cu un păr cu reflexe aurii. Statuia are înălțimea de 17 m, dintre care 6 soclul din travertin și 11 statuia din bronz.
Inaugurarea bustului lui Simion Bărnuțiu, la Centrul Cultural „Simion Bărnuțiu” din Bocșa, pe 19 iulie 1985, este descrisa de prof. Teofil Mirghesiu (n. 1938), martor la eveniment. O altă lucrare este bustul în bronz al lui Constantin Petrescu (1879-1936), dezvelit în 1992 în Grădina Botanică din Iași.
Gabriela Adoc afișează o operă imginativă structurată expresiv în registre variate, prezentând o creație multiformă plină de sensibilitate. Lucrările sale încep a fi modelate în ghips sau lut pentru a evolua apoi, prin cioplirea în piatră sau lemn. Odată cu folosirea oțelului inoxidabil, opera sa capătă revelația formelor pline de volum ce transcend aerodinamic spre abstract-decorativ, simbolizând zborul și înălțarea. Sculpturi devenite foarte cunoscute în acest sens „Pescărușii” (1965) și „Lăstunul și vântul” (1968), au fost create prin observarea intimă a naturii și au trecut prin procesul de sintetizare a formelor și simbolizare a mișcării. Ele au fost proiectate monumental în deplină consonanță cu peisajul și ambientul arhitectural.

## Lucrări monumentale
- 1965 - Pescărușii, inox, Parcul Herăstrău, București;
- 1968 - Lăstunul și vântul, inox, Ploiești, Prahova;
- 1985 - Simion Bărnuțiu, Centrul Cultural „Simion Bărnuțiu” din Bocșa, Bocșa, Sălaj[6];
- 1972 - Șah și matematică, lemn și aluminiu, Pitești, Argeș;
- 1975 - Tinerețe, București;
- 1976 - Poezia, București;
- 1976 - 1977 - Monumentul Independenței, bronz (cu basoreliefuri realizate de Gheorghe Adoc), Iași;
- 1983 - Șerban Cantacuzino, București;
- 1992 - Mihail Kogălniceanu, Chișinău, Republica Moldova;
- 1993 - Mircea cel Bătrân, Târgoviște, Dâmbovița;
  - - Nicolae Iorga, Iași.

## Expoziții
Expoziții personale:
- 1966, 1968, 1971 - Galeria Simeza, București;
- 1971 - Galeria Apollo, București;
- 1972 - Galeria Nouă, București;
- 1976 - Galeria Orizont, București;
- 1981 - Palatul Culturii, Iași;
- 1985 - Galeria Luchian, Botoșani;
- 1994 - Muzeul Național Cotroceni, București.

Expoziții de grup:
- 1954 - Salonul Republican, Sala Dalles, București;
- 1957 - Festivalul Tineretului, Moscova, Rusia;
- 1960 - Expoziția de artă românească în lume, Helsinki, Finlanda;
- 1961 - Expoziția Internațională de Sculptură și Grafică, Moscova și Leningrad, Rusia;
- 1963 - Republica Democrată Germană văzută de artiști din țările socialiste, Berlin, Germania; Fundația Pagani, Milano, Italia;
- 1967 - Mostra Internazionale di scultura all'aperto: Legnano Castellanza / Expoziție internațională de sculptură în aer liber: Legnano Castellanza, Muzeul de Artă Modernă, Fundația Pagani, Legnano, Italia; Expoziția Federației Culturale Internaționale a Femeilor, Atena, Grecia;
- 1968 - Expoziția de artă românească în lume - New Delhi, India; Paris, Franța; Cracovia, Polonia; Frankfurt-am-Main, Germania; Expoziția Internațională Enzo Pagani, Milano, Italia;
- 1969 - Expoziția de artă românească în lume - Moscova, Rusia; Tallinn, Estonia; Lüdenscheid, Germania;
- 1970, 1972 - Sala Apollo, București;
- 1970 - Expoziția de artă românească în lume, Stuttgart, Germania;
- 1973 - Expoziția Internațională Feminină, Atena, Grecia; Expoziția Internațională de pictură, sculptură și grafică, Atena, Grecia;
- 1975 - Expoziția Internațională Skulptur und Blumen, Berlin, Germania;
- 1976 - Expoziția Omagială „Constantin Brâncuși”, Paris, Franța; Sculptură de interior, Galeria Nouă, București; Expoziția Țărilor Socialiste, Praga, Republica Cehă;
- 1977 - Expoziția Internațională 30 de ani victorioși, Moscova, Rusia;
- 1978, 1984 - Bienala de plastică mică, Budapesta, Ungaria;
- 1985 - Expoziția Internațională a Țărilor Socialiste, Moscova, Varșovia, Budapesta, București, Sofia.

## Galerie

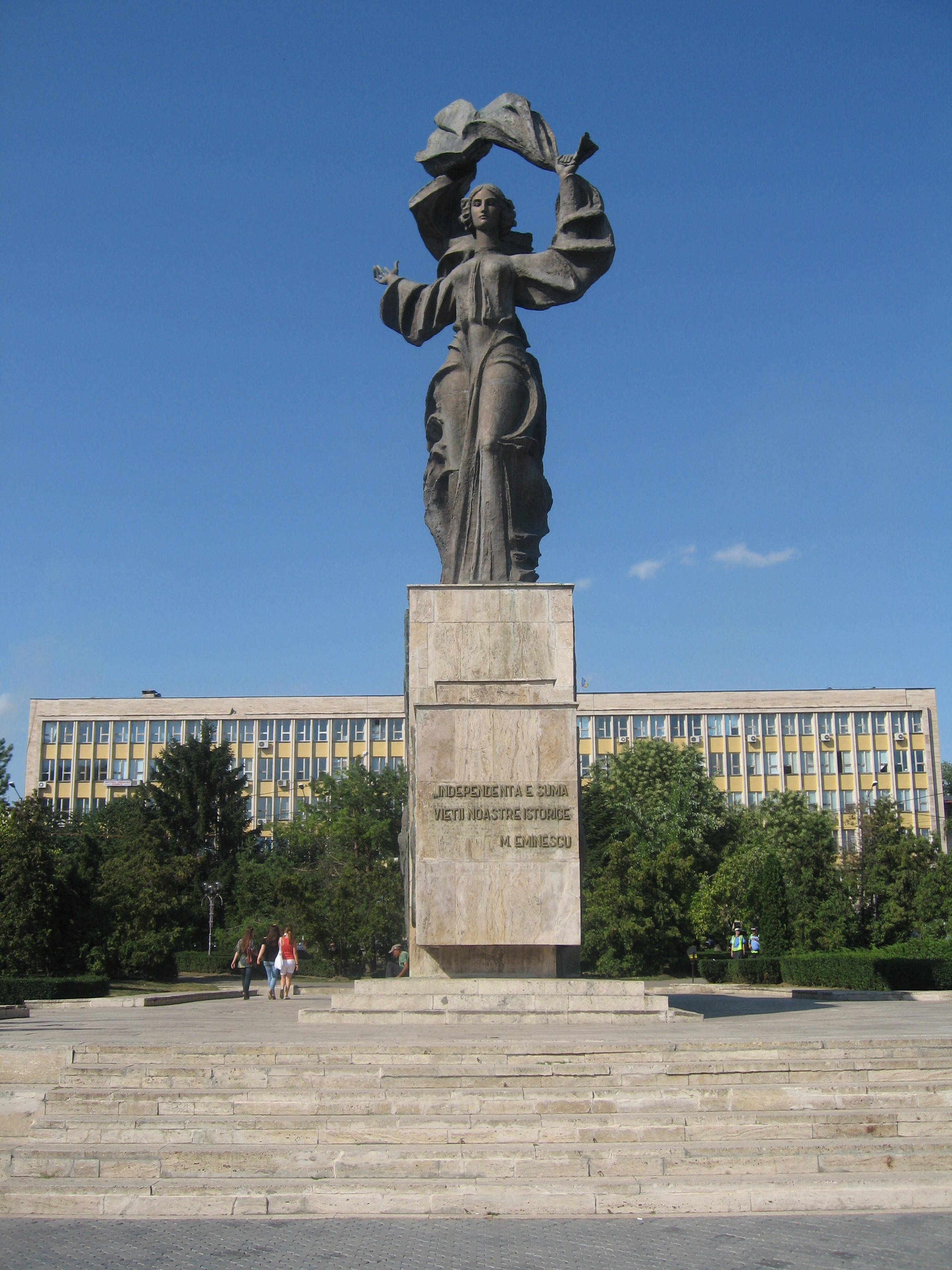
Statuia Independenței din Iași
Pescărușii
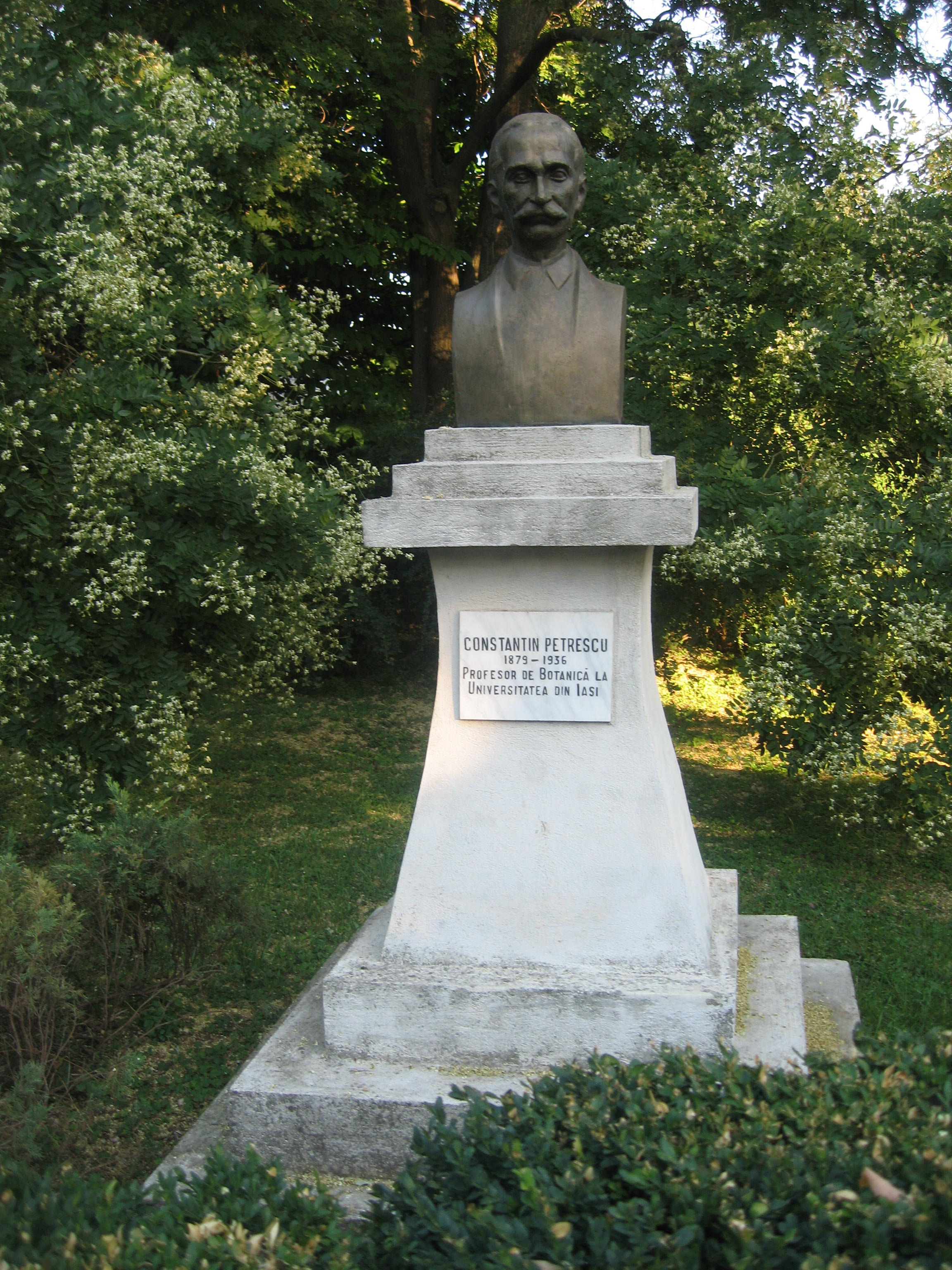
Bustul lui Constantin Petrescu din Iași

## Premii
- 1957 - premiul Festivalului Mondial al Tineretului, Moscova;
- 1959 - premiul Festivalului Mondial al Tineretului, Viena;
- 1980 - premiul „Ion Andreescu” al Academiei Române;
- 1984 - premiul revistei Flacăra;
- 1994 - devine cetățean de onoare al Municipiului Botoșani;
- 1995 - „Medusa aurea”, Academia Internațională de Artă Modernă;
- 2000 - obține diploma de onoare și medalia „Pro amicitia, pro fidelitate”.[5]